# Anthomyza variegata
Anthomyza variegata är en tvåvingeart som först beskrevs av Friedrich Hermann Loew 1863.  Anthomyza variegata ingår i släktet Anthomyza och familjen sumpflugor. Inga underarter finns listade i Catalogue of Life.